# Shocker (personaje)
Shocker (Herman Schultz) —o Conmocionador en España— es un supervillano ficticio que aparece en los cómics estadounidenses publicados por Marvel Comics. Creado por Stan Lee y John Romita Sr., el personaje debutó en The Amazing Spider-Man #46 en marzo de 1967. Generalmente se lo representa como un enemigo del superhéroe Spider-Man, y pertenece al colectivo de adversarios que conforman su galería de villanos.
Herman Schultz, un ingeniero autodidacta y renombrado cracker de cajas fuertes, inventó un par de guanteletes capaces de producir poderosas ondas vibratorias de choque. Incorporó estos guanteletes en un traje de batalla protector y se convirtió en mercenario a sueldo. Como Shocker, Herman ascendió rápidamente en el inframundo criminal de la ciudad de Nueva York y ha sido empleado por varios señores del crimen, lo que a menudo lo ha puesto en conflicto con Spider-Man.
El personaje fue clasificado como el 23.º mayor enemigo de Spider-Man por IGN. Shocker ha sido adaptado de los cómics a varias formas de medios, habiendo sido expresado su voz por Jim Cummings en Spider-Man: The Animated Series, Jeff Bennett en The Spectacular Spider-Man y David B. Mitchell en el videojuego Spider-Man. Dos iteraciones del personaje aparecieron en la película del Universo Cinematográfico de Marvel para Spider-Man: Homecoming (2017), con Herman Schultz interpretado por Bokeem Woodbine y Jackson Brice interpretado por Logan Marshall-Green.

## Historial de publicaciones
El personaje apareció por primera vez en The Amazing Spider-Man # 46 (marzo de 1967) y fue creado por el escritor Stan Lee y el artista John Romita, Sr.
En una entrevista, Romita habló sobre cómo diseñó el personaje: "Utilicé muchos sentimientos subliminales. Mientras diseñaba el traje de Shocker, por alguna razón, pensé en 'cojín' y 'colcha'. Pensé que si el tipo tiene un poder de impacto y hace vibrar los edificios para que se derrumben al sacudirlos, entonces tiene que haber algún tipo de efecto de amortiguación, y así, subliminalmente, lo hice".
Apareció como personaje regular en Thunderbolts desde el número 157 al 162, cuando abandonó el equipo. También fue uno de los personajes principales de la serie de cómics "The Superior Foes of Spider-Man".

## Cronología

### Origen
Herman Schultz nació en la ciudad de Nueva York. Era un desertor de la escuela secundaria que tenía brillantes talentos como inventor e ingeniero. En lugar de utilizar tales talentos para obtener un empleo legítimo, se convirtió en un ladrón exitoso y el mejor crackeador del mundo (según él en las historias posteriores). Después de ser finalmente capturado y encarcelado por sus crímenes, desarrolló un par de guanteletes diseñados para disparar ráfagas de aire, vibrando a alta frecuencia. Schultz usa sus guanteletes para escapar de la prisión y se convierte en el supervillano conocido como "El Shocker". Derrota a Spider-Man en su primer enfrentamiento (ya que Spider-Man estaba en desventaja debido a un esguince de brazo izquierdo en una batalla anterior con Lagarto.)durante un robo. Mientras robaba un banco, fue golpeado y enviado a prisión después de que Spider-Man apartó los pulgares de Schultz de los gatillos de los guanteletes y luego lo noqueó.

### Esquemas notables
Shocker luego robó una antigua tableta de piedra con una inscripción para una fórmula que podría restaurar la juventud, que había sido robada anteriormente por Kingpin. Probablemente, la hazaña en solitario más ambiciosa de Schultz fue su intento de retener a la ciudad de Nueva York en busca de rescate mediante el desmantelamiento de varias redes eléctricas para deletrear su nombre, y extorsionar un millón de dólares de la ciudad. Luego ganó un millón de dólares al acosar a un corredor de bolsa. Shocker más tarde se unió a los Maestros del Mal de Egghead (con Hombre Radioactivo, Tiburón Tigre, Moonstone y el Escarabajo) para incriminar al Dr. Henry Pym, entonces en juicio por traición. Los Maestros lucharon contra los Vengadores en este encuentro; Shocker fue lavado el cerebro y deliberadamente abandonado por Egghead para entregar un falso testimonio, y posteriormente cooperó con las autoridades para exonerar al ex vengador.

### Problemas de confianza temporal
Shocker fue contratado más tarde por el criminal de guerra nazi Baron Von Lundt para matar a Dominic Fortune, y construyó las unidades de vibro shock en todo su uniforme para hacerlo. Shocker fue contratado por Camaleón y Hammerhead para inducir a Electro a unirse a su organización. Shocker luego intentó robar miles de dólares de caridad en la recaudación de fondos de celebridades para la Biblioteca de la Ciudad de Nueva York. Es capturado por Spider-Man y enviado a prisión. Más tarde escapa con la ayuda de su compañero interno Boomerang. En este momento, ha desarrollado serios problemas de confianza y se ha aterrorizado de que el Azote del Inframundo lo va a matar en un punto de inflexión ocurre cuando Spider-Man lo detiene y parece no tomarlo en serio. Enfurecido, Shocker derrota a Spider-Man y está a punto de acabar con él cuando un impostor Scourge interviene, causando que Shocker huya. Cuando apareció por segunda vez, sus problemas de confianza desaparecieron. Su objetivo es cazar al Scourge y matarlo primero.

### Equipos notables / Asociaciones
Shocker ha demostrado ser una presencia constante entre la galería de enemigos de Spider-Man. A menudo trabaja como miembro de un equipo (incluyendo los Siete Siniestros de Hobgoblin, los Doce Siniestros de Norman Osborn, los más recientes Seis Siniestros del Doctor Octopus y los Maestros del Mal) o en asociación con al menos otro villano. Las alianzas previas incluyen Boomerang, Escarabajo, Rhino, Leila Davis, Hydro-Man y Speed Demon (todas las cuales forman el Sindicato Siniestro) y Trapster, Constrictor y Jack O'Lantern. También se asoció con un gran grupo de villanos durante los actos de venganza, cuando los ayudó a atacar sin éxito los Cuatro Fantásticos.

### Infinity War
Durante uno de sus equipos con el Doctor Octopus, participó en una redada en la Mansión de los Vengadores, con la esperanza de ayudar a conquistarla, ya que los héroes se distraían con los acontecimientos de Infinity War. Shocker se vio obligado a luchar junto a los héroes llamados los Guardianes de la Galaxia cuando los dobles alienígenas de ambos bandos atacaron. Después de que los dobles dejaron de llegar, el Doctor Octopus intentó ordenar a Shocker y a los demás que continuaran luchando contra los héroes, pero en su lugar, se volvieron contra el Doctor Octopus. No deseaban dañar a las personas que habían ayudado a salvar sus vidas. Shocker ayudó a perseguir al Doctor Octopus fuera del edificio.

### Paranoico
En un momento de su carrera, Shocker se volvió cada vez más paranoico porque estaba en la lista de aciertos de Azote del Inframundo, aunque no había pruebas reales de que lo estuviera. Así comenzó a buscar formas de hacerse más poderoso, con la esperanza de frustrar cualquier intento de su vida por parte del grupo de vigilantes. Shocker de alguna manera adquirió poderes de vibración sobrehumanos reales. A medida que se vuelve más poderoso, se da cuenta de que los nuevos poderes finalmente lo matarán. Busca un arnés vibratorio para curarse y es ayudado por Night Thrasher y Spider-Man.

### Derrotar / salvar a Spider-Man
Shocker ha tenido a Spider-Man sobre las cuerdas en varias ocasiones, con intervenciones oportunas que a menudo salvan a Spider-Man. Las personas que frustraron las victorias de Shocker sobre Spider-Man incluyen guardias de seguridad, Dominic Fortune e incluso un impostor de Azote del Inframundo. Shocker también ha permitido que Spider-Man vaya en algunas ocasiones, la primera cuando descubre que Spider-Man está incapacitado por un ataque de vértigo en el exterior de un edificio alto. Él no mata a Spider-Man, pensando que es un final indigno, pero tampoco lo ayuda.
Shocker encontró otro momento de victoria sobre Spider-Man cuando se asoció con el Trapster. Enviado por los Amigos de la Humanidad para asesinar a Paul Stacy, el dúo logró unir a Stacy y Spider-Man y arrinconarlos, solo para ser suspendidos de sus tareas momentos antes de terminarlos.

### Traicionando a Trapster
Shocker se volvería más tarde contra el Trapster a instancias de Osborn por haber eliminado a Trapster como posible testigo en contra de su reciente intento de asesinar a Spider-Man. Preparándose para matar al trapster resignado en un callejón, fue atacado y quedó inconsciente en el último minuto por Spider-Man (luego disfrazado bajo el alias Dusk).
Shocker tiene un enfrentamiento con Iron Man en un vagón del metro en Nueva York.

### Enfrentando a Capucha
Shocker es contratado por el Golem, junto con Constrictor y Jack O'Lantern, para proteger una entrega de diamantes. Él lucha contra Capucha.

### Hydro-Man accidentalmente evaporado
Shocker fue despedido como agente independiente por Industrias Hammer y capturado por Spider-Man al intentar robar un banco federal junto con Hydro-Man. Él accidentalmente evapora su aliado basado en agua con una vibración fuera de lugar.

### Nuevos Thunderbolts
Se alió con Speed Demon de los Nuevos Thunderbolts para entrar en una caja de seguridad particularmente bien custodiada. Aunque la policía llegó a su escondite en rápida persecución, Speed Demon se escapó corriendo y robó el botín y las armas de Shocker, eliminando todos los rastros de evidencia (y, desafortunadamente para Shocker, también guardando el dinero para financiar a los Thunderbolts en otras actividades).
Shocker desempeña un pequeño papel en el evento crossover " Guerra Secreta ".

### Civil War
Durante la Guerra Civil, los Seis Siniestros, incluyendo a Shocker, se unieron, pero fueron detenidos por el Capitán América y sus Vengadores Secretos. Herman estuvo más tarde en un bar con otros villanos durante el velorio de Stilt-Man, donde él y todos los demás villanos dentro fueron envenenados y posteriormente volados por The Punisher. Schultz logró sobrevivir al bombardeo incendiario y al envenenamiento de alguna manera.

### Un Nuevo Día
En su primera aparición en Brand New Day, se demostró que fue contratado por un mafioso para sacar un vagón de tren lleno de jurados. Después de una breve batalla con Spider-Man, queda inconsciente mientras Spider-Man usa sus guanteletes para destruir los escombros que bloquean el camino. Aunque parece cooperativo al principio, tan pronto como es asegurado por Spider-Man, activa un poderoso choque en sus guanteletes a través de su cinturón, causando que la salida principal se colapse y le permita escapar. En su camino para recaudar dinero de las apuestas en las luchas de superhéroes, Shocker y Boomerang descubren el cadáver de "The Bookie".
Shocker luego apareció como miembro del sindicato del crimen de Capucha.

### Origen de las especies
Durante la historia del Origen de las Especies, Shocker es invitado por el Doctor Octopus para unirse a su equipo de supervillanos donde intercambia para asegurar algunos artículos específicos. Él y Tombstone fueron tras el bebé de Amenaza en la tienda del restaurante, hasta que Spider-Man intervino. Después de que se desmaya de su lucha, llega la policía, pero Shocker es llevado por Tombstone, quien escapa. Cuando Spider-Man se enfurece contra los villanos después de que el niño fue robado por Camaleón, Shocker es atacado en su escondite y amenaza con que Shocker le cuente todo sobre el paradero de los villanos. Shocker le dice a Spider-Man que Camaleón tiene el bebé en la Mansión Kravinoff.

### Thunderbolts
Shocker fue visto en la Balsa debido a una popular votación en línea en Marvel.com y fue seleccionado para unirse al nuevo equipo beta de los Thunderbolts llamado Underbolts, donde se reveló que MACH-V ha puesto su nombre en la lista de posibles candidatos.

### Spider-Island
Durante la historia de Spider-Island, Spider-Man y Carlie Cooper se encuentran con un Shocker de seis brazos. Durante la pelea, Shocker revela que quiere el dinero para que Pensador Loco pueda curarlo. Shocker luego se quita la máscara para revelar que está mutando lentamente en una criatura parecida a una araña.
Shocker apareció más tarde como miembro de Villains for Hire (un villano homólogo de Heroes for Hire).

### Seis Siniestros
Como parte del evento Marvel NOW!, Shocker aparece como miembro de la última encarnación de Seis Siniestros. Shocker aparece como uno de los personajes principales de The Superior Foes of Spider-Man, que concluye con Silvermane coronándolo como el nuevo don del inframundo de Nueva York después de que Shocker salva a docenas de mafiosos derrotando por sí solo al Punisher.

### She-Hulk
Shocker comparte una comida con She-Hulk cuando hablan sobre un recuerdo que She-hulk no puede recordar y Shocker la ayuda diciéndole lo poco que recuerda porque lo trató bien y le compró el almuerzo mientras otros héroes lo golpeaban y preguntaban preguntas más tarde, se reveló que un villano llamado Nighteater creó un hechizo que asesinaría a cientos de personas, pero hizo que todos olvidaran que era un villano, pero un héroe llamado Nightwatch porque era más rentable, cuando Shocker descubrió que She-Hulk en la derrota de Nightwatch, cuando Nightwatch le preguntó por qué Shocker estaba enojado después de haber recibido su corte, incluso si lo olvidó, Shocker dijo que era porque también quería ser un héroe.

### Imperio Secreto
Cuando la ciudad de Nueva York fue cubierta por el malvado Capitán América en la cúpula de la fuerza de la oscuridad, Shocker y Escorpia se aprovecharon de esto robando un banco pero fue detenido por Rogue, Pero cuando el Shocker accidentalmente aplasta el suelo debajo de ellos, estaban rodeado de criaturas de la fuerza oscura y tuvieron que trabajar juntos, cuando finalmente vencieron a la más grande de las criaturas, Rogue se escapa y Shocker bromea diciendo que esto significa que ahora son X-Men.

### Marvel Legacy
Herman Schultz está siendo juzgado por sus crímenes ya que Shocker y Rogue se ofrecen como testigos y dijo que Shocker, de su experiencia cuando luchaba contra monstruos de la fuerza oscura junto a él, era inteligente, amable y valiente, y si tuviera la oportunidad, podía redimirse.

### Devil's Reign
Shocker volvió recientemente a los Thunderbolts, colaborando con el alcalde de Nueva York Wilson Fisk y ayudando a detener a Darkhawk de acuerdo con las leyes antivigilantes de Nueva York. Luke cage y Jessica Jones lo detienen.

### Gang war
Hammerhead inició una guerra de pandillas con la esperanza de eliminarlos. Hobgoblin contrató a Shocker como un matón para mejorar la tecnología de Beyond Corp. Scorpion, Shift y Starling se enfrentaron a Shocker y otros por el laboratorio de Miles. Scorpion vio la pelea como innecesaria y convenció a Shocker y otros para que se unieran a Cape Killers contra Hobgoblin.

### Venom War
Shocker planeó usar un artefacto mágico para revivir a su amigo Boomerang, quien murió durante la Guerra Siniestra. Llamó a sus viejos amigos, Speed Demon y Overdrive , para que lo ayudaran. Mientras tanto, Nueva York estaba siendo invadida por zombis, y Shocker y Overdrive intentaron defenderlos. Sin embargo, fueron derrotados por She-Hulk , quien había estado luchando contra los zombis con Hellcat . Shocker se apoderó del cuerpo de Boomer y la llevó al Bar Sin Nombre, donde fue atacada por She-Hulk , quien infectó el bar y a su perro, incluido el regreso de Boomer como zombi.
Shocker , She-Hulk , Hellcat y Overdrive se enfrentaron a una horda afuera. She-Hulk usó el sonido para purgar a Hellcat y al camarero de su infección zombie. Sin embargo, el rasguño zombie de She-Hulk llevó a cabo su factor de curación. Overdrive , en resión de la debilidad del sonido, utilizó nanomáquinas en la barra para curar a She-Hulk y Boomer. Shocker , enfrentado, convirtió los vibroguanteletes de Overdrive en un par de armas de purga de zombies.

## Poderes y habilidades
Guanteletes de vibración: Con un gatillo de pulgar, las dos unidades de vibración de Shocker pueden proyectar una ráfaga concentrada de aire que ha vibrado a una frecuencia intensa. Esto le permite al Shocker hacer vibrar la estructura de algo para debilitarlo o destruirlo, así como lanzar golpes vibratorios de largo alcance de manera efectiva. La propagación, la intensidad y la velocidad de las ráfagas de aire se incrementan al mantener presionados los gatillos de pulgar durante un período prolongado de tiempo. Para abrir cajas fuertes de manera rápida y silenciosa, las unidades de vibración se desarrollaron para "sacudiéndolas". Además, el escudo vibratorio de Shocker lo ayuda a escapar de numerosos agarres y lo desvía de los golpes. Los guanteletes de Shocker responden de manera muy fuerte (la prueba inicial casi lo mata). Schultz creó un traje protector que, en su mayor parte, consistía en parches de colcha amarilla diseñados para absorber el impacto. A través de un choque vibratorio de martillo, las unidades de vibrochoque pueden hacer que sus golpes sean una docena de veces más fuertes de lo habitual.
En un momento dado, Shocker mejoró su equipo para que sus vibrochoques vinieran de emisores de microcircuitos en todo el traje, de modo que ya no dependiera de los guanteletes para sus poderes. Continuó usando los guanteletes como una artimaña deliberada contra Spider-Man y otros héroes, lo que los llevó a pensar que los guanteletes seguían siendo su talón de Aquiles. Otras mejoras a lo largo de los años aumentaron las habilidades generales de Shocker o proporcionaron otras nuevas, como el vuelo. Sin embargo, Shocker ha vuelto repetidamente a sus niveles de poder y guanteletes originales, lo que implica que estas mejoras eran inestables o costosas de mantener.
Ingeniero: Shocker, un ingeniero talentoso y aparentemente autodidacta, fabricó su traje de batalla en un taller de la cárcel. Además, se dice que es el mejor ladrón de cajas fuertes del mundo.

## Otras versiones

### Old man Shocker
Durante el levantamiento de los supervillanos, Shocker fue uno de los supervillanos utilizados en las ilusiones que Mysterio usó para engañar a Logan para que matara a los X-Men . 
Varias décadas después de que los villanos se apoderaran de los Estados Unidos, Shocker y varios otros villanos emboscaron a un grupo de jóvenes héroes como parte de un plan orquestado por el Doctor Doom. Cuando los villanos estaban ganando, Ant-Man tomó el mando de un enjambre de langostas para consumir a los villanos hasta la muerte, incluido Shocker. 

### Ultimate Marvel
En el universo Ultimate Marvel, Shocker es el ladrón de 33 años, cuyo nombre real es Herman Schultz. Se especializa en realizar incursiones en transportes de dinero. Su atuendo distintivo incluye una gabardina púrpura y un par de gafas protectoras para resguardar sus ojos. Antes de convertirse en Shocker, trabajaba en la Compañía de Energía Roxxon, donde inventó sus armas. Sin embargo, fue despedido y posteriormente adoptó la identidad de Shocker para “obtener lo que se merece” por su trabajo no reconocido.Aunque no es especialmente peligroso, ha tenido cinco enfrentamientos con Spider-Man en los primeros 100 números. En estas peleas, a menudo se presentan factores inusuales, como Spider-Man usando el traje de Venom, la presencia de Kitty Pryde o Wolverine poniendo a Shocker en desventaja. A pesar de su persistente derrota, siempre logra escapar y obtener un nuevo conjunto de armas.
En Ultimate Marvel Team-Up, se revela que fabrica nuevas unidades de vibración en la tienda de máquinas de la prisión. Además, no siempre se le acusa formalmente de sus crímenes; en ocasiones, Spider-Man simplemente lo deja en la escena del crimen. Foggy Nelson, en el segundo anual, aconseja a Spider-Man que lo entregue a la policía en lugar de dejarlo en libertad.En el número 122, Shocker sorprende a todos al derrotar, capturar y torturar a Spider-Man, transmitiendo sus antecedentes. A pesar de su educación en el MIT y su trabajo en Roxxon creando armas de alta calidad, su ira hacia Spider-Man lo lleva a atacarlo brutalmente. Finalmente, es arrestado nuevamente por las autoridades bajo el mando del capitán Frank Quaid del NYPD, siguiendo el consejo de Kitty y Mary Jane Watson

### Ultimate Marvel 2024
Un ladrón de bancos de la ciudad de Nueva York en la Unión Norteamericana llamado Shocker manejaba un guantelete vibratorio. Después de entrar en el apartamento de un hombre que aparentemente había fallecido debido a un ataque cardíaco, tomó posesión de sus guanteletes después de recibir un paquete de Tony Stark con un mensaje holográfico y los propios guanteletes.
Shocker se enfrentó dos veces a un justiciero enmascarado que teje telarañas en febrero de 2024; en ambas ocasiones, aprovechó la personalidad empática de su oponente para obtener la ventaja. El Duende Verde, un justiciero enmascarado, después le quitó sus guanteletes. 

## En otros medios

### Televisión
- Apareció en la serie de El Hombre Araña y sus Increíbles Amigos, con la voz de John Stephenson.[48] Fue visto en el episodio "Along Came A Spider-Man".
- Apareció en la serie animada de Spiderman de 1994 con la voz de Jim Cummings.[48] Esta versión dispara rayos eléctricos de sus guantes en lugar de aire comprimido, y también dio a entender que Herman Schultz era un alto nivel de matón y amigo de Alistair Smythe antes de que él llevaba su traje de marca. Shocker es un villano generalmente contratado por Kingpin. En su primera aparición en "El Disfraz del Alien", saga de varias partes, fue contratado para eliminar a Eddie Brock debido a que Kingpin está preocupado de un compromiso de robo reciente del Prometheum X, y Brock fue testigo de como Rhino (quien también trabaja para Kingpin) roba el Prometeum X, (pero Brock alteró la historia para incriminar a Spiderman, aunque rápidamente Jameson descubriría que su historia fue mentira). Shocker fue comendado por Kinggin y Smythe (diseñador del traje de Shocker). Pero debido al traje negro de Spider-Man en llegada, Brock escapó de la ira de Shocker. Spider-Man siguió Shocker volver a su escondite, robando de nuevo el Prometheum X (que fue robada por Rhino en el episodio anterior). Contratado de nuevo para recuperarlo, Shocker secuestra a John Jameson y exigió que J. Jonah Jameson en traer tanto Spider-Man y el Prometheum X. en una torre de la iglesia, Shocker entregó a John de más segura. Pero después de que los Jameson salen, una batalla se produjo entre Shocker y Spider-Man. A pesar de la confianza inicial de Shocker, Spider-Man tomó la delantera, la destrucción de sus armas y casi lo mata (debido a la influencia del simbionte alienígena) antes de llegar al pensamiento racional y salvarlo de una caída mortal. Más tarde, Shocker y el Rhino hacen equipo para enfrentar a Spider-Man (pero nunca declararon en pantalla si se les ordenó a hacerlo por Kingpin o si estaban actuando por su cuenta). La pareja casi tuvo éxito contra Spider-Man, pero antes de que pudieran terminar en la telaraña de Venom, los ataca y derrota a los dos a la vez, con ganas de matar a Spider-Man personalmente. Después de que Shocker y Rhino dr alguna manera van a la cárcel, Shocker es parte de una fuga de la prisión por Kingpin en "Los Seis Siniestros" de dos partes. Se une a ellos junto con el Doctor Octopus, Camaleón, Mysterio, Rhino y el Escorpión para matar a Spider-Man, pero en última instancia, dejan de matar a su némesis mutuo. Cuando Spider-Man engaña al poco inteligente Rhino para que ataque a Shocker afirmando a ser Camaleón, el cuerno de rinoceronte rasga traje de electroshock de Shocker. Spider-Man lanza a Shocker en un tanque de agua, haciendo que su traje se vuelva inestable y que le obligó a quitárselo y salir antes de explotar. Después de una derrota importante, todo el equipo rechaza a Kingpin y se disuelven. Sin embargo, en el episodio "The Awakening", Shocker fue contratado una vez más por Kingpin para trabajar con el Dr. Herbert Landon para secuestrar a Michael Morbius. Tuvieron éxito, pero Morbius escapa en el final con la ayuda de Spider-Man y la Gata Negra. La última aparición de Shocker estaba siendo un miembro de la insidioso Seis en el " Seis Guerreros Olvidados saga" (por extraño que sólo tiene una línea de diálogo a pesar de aparecer en cada parte de la historia). A lo largo de la serie, verdadera cara de Shocker no se muestra como se demuestra a partir de tales ejemplos de con su máscara, mientras que su traje está dañado e incluso mientras estaba en prisión.
- Apareció en la serie de The Spectacular Spider-Man de 2008, como Jackson "Montana" Brice (voz de Jeff Bennett[48]), hizo una opción creativa para hacer de Montana como Shocker en lugar de Herman Schultz durante la producción de esta serie.
- Aparece en la nueva serie de Ultimate Spider-Man, con la voz de Troy Baker.[49]
  - En la tercera temporada, aparece de cameo en "Noche de Halloween en el Museo", que estaba siendo persiguiendo por Spider-Man hasta que es derrotado. En el episodio, "En Busca de Burritos", Spider-Man, Power Man y Chica Ardilla lo encuentran tratando de entrar en un edificio y entra en batalla. Mientras que Power Man y la Chica Ardilla proporcionan distracción, Spider-Man utiliza telas web contra él. Cuando Shocker recupera la conciencia, que no sabe cómo llegó hasta allí desde la última vez recuerda estar en su apartamento. Como los tres jóvenes héroes dejan para completar una carrera por burritos, Shocker comienza a liberarse. Resultó que Mesmero ha tomado el control de la mente de Shocker que le acompaña en su próxima batalla por Boomerang y Grizzly. Mesmero se vio obligado por Spider-Man para liberar a los villanos del control mental. Spider-Man luego a la izquierda, Boomerang, Mesmero y Shocker fueron atados correspondientes para la policía. En el episodio, "Pesadilla en las Fiestas" (Navidad), Shocker es visto en robar un banco en la víspera de Navidad hasta él lucha contra Spider-Man. Shocker es derrotado por Spider-Man y es llevado a la policía. Shocker tiene un cameo en "Concurso de Campeones, Parte 1" entre la colección de villanos del Gran Maestro contra Spider-Man y el Coleccionista.
  - En la cuarta temporada, en el episodio, "El Anti-Venom", Shocker fue visto siendo derrotado por Spider-Man y el Agente Venom como Shocker fue uno de los candidatos del Doctor Octopus para HYDRA, en los nuevos Seis Siniestros.

- Aparece en la nueva serie de Spider-Man expresada por Cameron Boyce.[50] Esta versión es un adolescente con sobrepeso que se especializa en tecnología de vibración. Herman Schultz compite con Clayton Cole por un puesto en la Academia Osborn con su tecnología basada en el sonido hasta que Spider-Man interviene. La batalla de tres vías se estrelló por el Chacal que roba la tecnología de Herman y Clayton con la ayuda de una tecnología robada de Industrias Stark. Los dos ayudan a Spider-Man diciéndole cómo desactivar la tecnología. Después de que Chacal se escapa, Spider-Man trae a Herman y Clayton de vuelta a la Academia Osborn para hacer frente a sus acciones como Spider-Man le dice al equipo de seguridad de la Academia Osborn para concederles indulgencia. Norman Osborn toma la culpa de conducir a los dos muchachos en lo que había ocurrido. Como Norman Osborn le da a Herman un lugar en la academia Osborn, le dice a Clayton que intente de nuevo la próxima vez mucho a la objeción de Max Modell.

### Cine
- Es interpretado por el actor Bokeem Woodbine en la cinta cinematográfica Spider-Man: Homecoming de 2017.[51] Herman Schultz es representado como un hombre de confianza del Buitre después de su compañía de salvamento de salir del negocio de la formación de Control de Daños. Él maneja las versiones modificadas de los guanteletes de Crossbones que lanzan vibro-explosiones creadas por Phineas Mason que también son manejadas por su compañero de trabajo, Jackson Brice. Los dos Shockers más tarde, intentan vender la tecnología Chitauri al gánster, Aaron Davis, pero se estrellan por culpa de Spider-Man. Posteriormente, El Buitre mata accidentalmente a Brice por poner en peligro la misión, Schultz hereda el guante y el manto de Shocker y más tarde da pistas en el trazador en un arma recuperada por Peter Parker a Midtown High, donde Parker y Ned apenas evaden él. Más tarde, Schultz logra escapar de la emboscada del Ferry de Staten Island por el FBI y Spider-Man. Shocker más tarde ataca a Spider-Man en Midtown High cuando salía del baile de regreso a casa. Citó a Spider-Man: "El hombre te dio una opción". Con la ayuda de Ned, Spider-Man derrota a Shocker, donde lanza su red a uno de los autobuses y finalmente lo deja para la policía.

### Videojuegos
- Aparece en el videojuego Spider-Man 2: Enter Electro de 2001 (Playstation, Nintendo 64, Dreamcast).
- Aparece en el videojuego Spider-Man the Movie Game de 2002 (Playstation 2, Xbox, GameCube, PC, Game Boy Advance).
- Aparece en el videojuego Spider-Man 2 de 2005 (Nintendo GameCube, Xbox, PC, Mac OS X, PlayStation 2, PSP, Game Boy Advance, Nintendo DS, N-Gage).
- Aparece en el videojuego Ultimate Spider-Man de 2005 (Playstation 2, Xbox, PC, Game Boy Advance)
- Aparece como personaje jugable en el videojuego Marvel: Avengers Alliance de 2012.[52]
- Aparece en el videojuego Lego Marvel Super Heroes junto a Electro de 2013 (Pc, PlayStation 3 y 4, Xbox 360, Wii U, Nintendo 3DS).
- Herman Schultz aparece en el videojuego The Amazing Spider-Man 2 de 2014, con la voz de Ryan Alosio. Inicialmente aparece como jefe de una pandilla antes de convertirse en Shocker utilizando el equipo de construcción Oscorp robado llamado Seismic Harness Construction Resource con la esperanza de 'actualizarse' para hacer frente a los superhumanos emergentes. Spider-Man vence al Shocker que revela que las pandillas (ejemplos son los Mobsters rusos, la tripulación de Hammerhead y los hombres de Señor Negativo) tienen miedo al Carnage Killer y están en guerra. Spider-Man deja Shultz para ser arrestado por la policía y se va.
- Shocker aparece como un personaje jugable en Lego Marvel Super Heroes 2 de 2017.[53]
- Aparece en el videojuego Marvel’s Spider-Man para PlayStation 4, Shocker hace su aparición como un enemigo formidable. La historia comienza cuando Shocker, recién liberado de prisión, comete un robo. Durante su huida, Spider-Man lo persigue y accidentalmente Shocker revela que está cometiendo crímenes bajo la influencia de alguien que lo asusta. Spider-Man finalmente logra atraparlo y lo entrega a la policía. Sin embargo, la historia no termina ahí. Más tarde, Shocker es liberado nuevamente de la cárcel por la misma persona que lo obliga a cometer crímenes: Señor Negativo, líder de la pandilla de los Demonios Internos. En un enfrentamiento posterior, Spider-Man confronta nuevamente a Shocker mientras este roba un banco. La pelea es intensa y destructiva, pero finalmente Spider-Man sobrecarga los guanteletes de Shocker, haciéndolo estrellar una araña sobre sí mismo y derrotándolo. El capitán de la policía de Nueva York, Yuri Watanabe, felicita a Spider-Man por recuperar a Shocker, pero también advierte que alguien deberá pagar por los daños causados. Así, Shocker queda atrapado de manera definitiva, pero las consecuencias de sus acciones siguen resonando en la ciudad.
- Aparece como personaje jugable en Marvel Contest of Champions de 2014.

## Curiosidades
•En 2005, se colocó #3 en el ranking de archienemigos de Spiderman, por detrás de Doctor Octopus y Venom, en la página oficial de Marvel.
El sitio web IGN colocó a Shocker en el puesto 23 de los 25 Mejores Villanos de Spider-Man.
•En el videojuego Spider-Man 2 (2023), se da a conocer que Shocker ha muerto por Kraven el Cazador, en la grabadora cuenta como clavo un cuchillo en el esternón. Allí se encuentra su máscara y guanteletes .